# Pteromalus metallifemur
Pteromalus metallifemur is een vliesvleugelig insect uit de familie Pteromalidae. De wetenschappelijke naam is voor het eerst geldig gepubliceerd in 1938 door Bukovskii.